# کبوتر زیتونی کومور
کبوتر زیتونی کومور (نام علمی: Columba pollenii) نام یک گونه از سرده کبوتر است.